# Харитоненко Микола Аркадійович
Микола Аркадійович Харитоненко (19 серпня 1897, Стара Рябина, Харківська губернія — 5 лютого 1956, Веллінгтон, Нова Зеландія) — український військовий та громадський діяч. Підполковник Армії УНР. Член ревізійної комісії Українського військово-історичного товариства у Польщі.

## Життєпис
Народився у селі Стара Рябина Харківської губернії. Закінчив Сумське реальне училище, 1917 року — Чугуївське військове училище. Останнє звання у російській армії — прапорщик.
У 1917 році брав участь в українізації 415-го піхотного Бахмутського полку. 1 травня 1918 року закінчив Інструкторську школу старшин, потому — старшина 1-го пішого Уманського полку Армії Української Держави.
З 15 серпня 1918 року — ад'ютант коменданта міста Жмеринка, з 1 грудня 1918 року — старшина для доручень штабу 3-го Херсонського корпусу військ Директорії УНР.
З 1 лютого 1919 року — командир сотні Інструкторської школи старшин 3-го Херсонського корпусу Дієвої армії УНР. З 1 червня 1919 року — командир сотні 10-го пішого полку Сірожупанників Дієвої армії УНР.
З 12 січня 1920 року — командир сотні 4-го Сірожупанного куреня Збірної Волинської дивізії Дієвої армії УНР, у складі якого брав участь у Першому Зимовому поході. Лицар Залізного Хреста.  У боях з більшовиками був поранений у ліву руку.
Після поразки УНР у війні з Радянською Росією Харитоненко опинився у таборі для інтернованих у місті Каліш у Польщі. У 1921 році — старшина 3-го збірного куреня 2-ї Волинської стрілецької дивізії Армії УНР. У таборі для інтернованих Микола Харитоненко вів активне громадське життя: викладав математику у гімназії імені Тараса Шевченка і вів хор. Рішення про заснування гімназії було ухвалено 19 квітня 1921 року на засіданні інструкторів національно-освітніх справ 2-ї Волинської стрілецької дивізії. Окрім того Харитоненко був обраним до Ревізійної комісії Українського військово-історичного товариства у Польщі на Других загальних зборах товариства у 1929 році.
1930 року у Харитоненка у Польщі народилась донька Оксана від Альми Меліс. 11 листопада 1931 року Альма і Микола одружилися.
Під час Другої світової війни родина Харитоненків залишалася в Каліші. На кінець війни роз'єднана родина пішки дійшла з Польщі до Німеччини з метою врятуватися від радянських військ. По закінченню війни група з приблизно 30  українських, білоруських і російських біженців потрапила до польського табору у Вейстбадені в американській зоні окупації. Микола Харитоненко вів активну громадську і культурну роботу в таборі і керував хором.
27 червня 1949 року на пароплаві з українськими та польськими переселенцями Харитоненки прибули у порт столиці Нової Зеландії, місто Веллінгтон. Новоприбулих перевезли до залізничного вокзалу і далі до табору в сільській місцевості, містечку Пагіатуа. У Пагіатуа зусиллями українських активістів було зорганізовано український хор з 30 осіб. А також окремо чоловічий хор з участю бандуриста. Микола Харитоненко, був першим організатором, старостою та диригентом хору. У таборі в Пагіатуа родина Харитоненків пробула приблизно чотири з половиною місяці.
Пізніше у 1949 році Микола Харитоненко працював різноробом на міську раду міста Мастертон, далі на м'ясокомбінаті Waigawa Freezing Works різноробом, потім протягом 2 років на ремонтному заводі залізничної станції Вобурн. Пізніше родина переїхала до міста Веллінгтон,  де оселялося багато українців і працювали на Exie BatteryWorks. З 1951 року Микола Аркадійович входив до управи новоствореної української національно-громадської організації під назвою Український Клуб у Велінгтоні.
Помер Микола Аркадійович 5 лютого 1956 року у Веллінгтоні.